# Вільянуева-дель-Трабуко
Вільянуева-дель-Трабуко (ісп. Villanueva del Trabuco) — муніципалітет в Іспанії, у складі автономної спільноти Андалусія, у провінції Малага. Населення — 5447 осіб (2010).
Муніципалітет розташований на відстані близько 360 км на південь від Мадрида, 50 км на північ від Малаги.

## Демографія
Динаміка населення (INE ):

## Галерея зображень

Розташування муніципалітету у провінції Малага
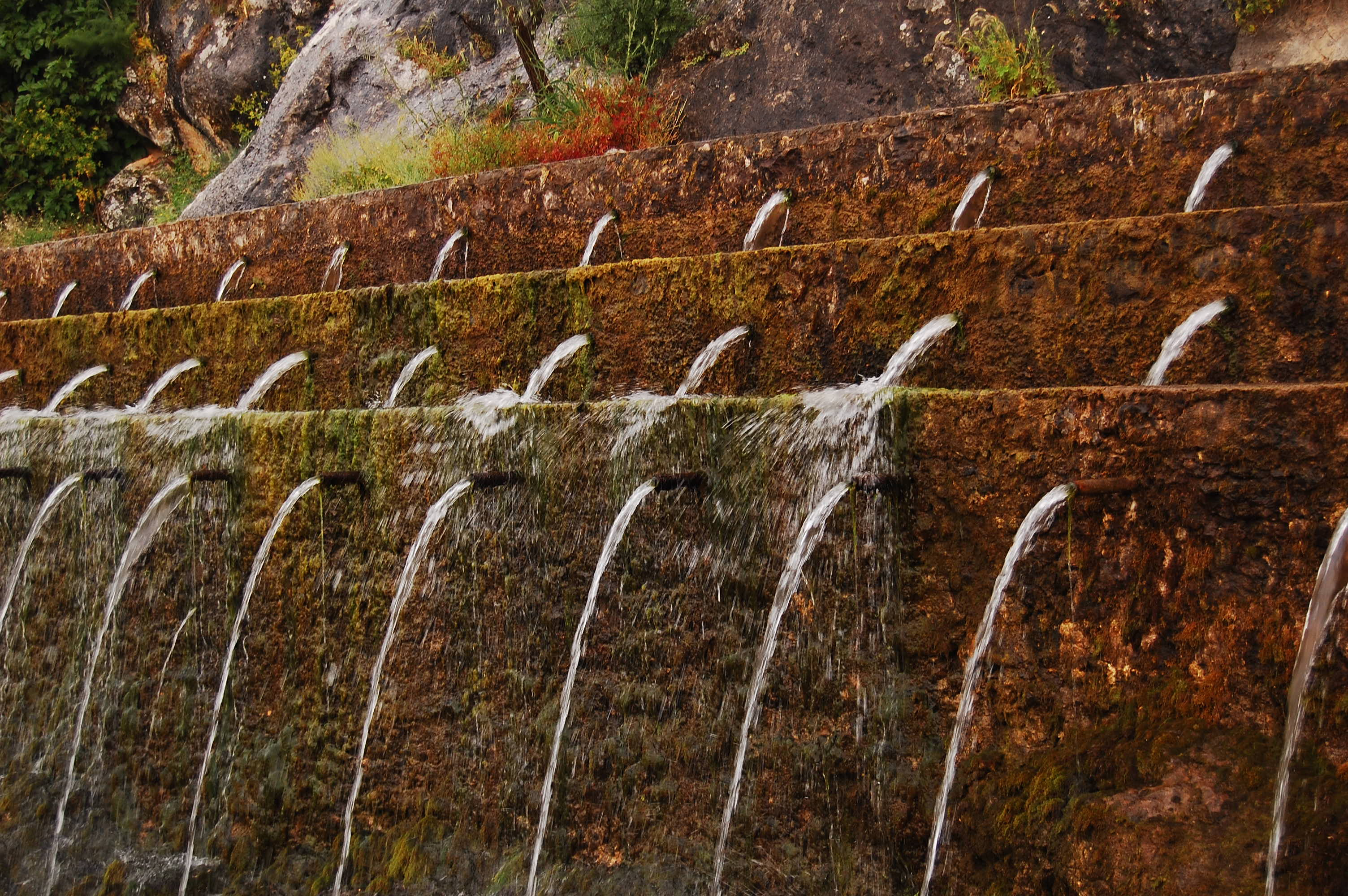
Фонтан